# Trichocentrum aurisasinorum
Trichocentrum aurisasinorum är en orkidéart som först beskrevs av Paul Carpenter Standley och Louis Otho Otto Williams, och fick sitt nu gällande namn av Mark W. Chase och Norris Hagan Williams. Trichocentrum aurisasinorum ingår i släktet Trichocentrum och familjen orkidéer. Inga underarter finns listade i Catalogue of Life.